# Gladde roosroest
Gladde roosroest (Phragmidium rosae-pimpinellifoliae) is een schimmel behorend tot de familie Phragmidiaceae. Hij parasiteert op duinroos, in mindere mate hondsroos en mogelijk ook egelantier en rimpelroos. Hij valt op door felle oranje, rode of gele kleuren op stelen of bladeren van planten en struiken.

## Kenmerken
Spermogonia
De spermogonia zijn 30-50 × 15-30 µm en bevinden zich voornamelijk op de takken. 
Acacia
Acacia bevinden zich voornamelijk op takken en op takken, bladstelen en nerven van bladeren en vruchten. Verschillende acacia kunnen samenvloeien tot een groter geheel van 10 cm lang. De acacia hebben geen peridium. Als ze vers zijn, omgeven door worstvormige gebogen, 30-50 µm lange en 10-15 µm brede  kleurloze parafysen. Soms komen ze in grote hoeveelheden voor maar meestal maar een enkele. De aeciosporen zijn ellipsvormig tot subglobose, de wand bijna of geheel hyaliene en meten 18-27 × 15-20 µm. Ze zijn fijn gestekeld met 6-8 onduidelijke poriën.
Uredinia
De uredinia zijn tot 0,2 mm groot en bevinden zich aan de onderzijde. De urediniosporen 18-25 × 16-20 µm, omgekeerd eivormig tot subglobose, de wand bijna of geheel hyaliene, 2-2,5 µm dik. De uredinia zijn omgeving door talrijke sterk gekromde cilindrische parafysen van 30-50 µm lang en 8-12 µm diameter.
Telia
De kastanjekleurige telia bevinden zich aan de onderzijde en zijn met een diameter van 0,1 mm zeer klein. De teliosporen zijn cilindrisch tot eirond-cilindrisch 6- tot 8-cellig, de bovenste cel kenmerkend voor deze soort wat langer, niet ingesnoerd, boven afgerond, het apicale aanhangsel prominent, 14-16 µm lang, gekleurd en opgeruwd behalve aan de top, onderaan afgerond, kastanjebruin, de wand ondoorzichtig, 3-5 µm dik, fijn wrattig vooral in het bovenste deel, gewoonlijk bijna of vrij glad onderaan; steel anderhalfmaal de lengte van de sporen en meten 70-115 × 25-34 µm.

## Verspreiding
De soort komt voor in Europa en Noord-Amerika. In Nederland komt de soort vrij zeldzaam voor. Als zij voorkomt dan is dat met name aan de kust.